# Técula Mécula
La Técula Mécula es un postre tradicional español procedente de la región de Extremadura. Está hecha de almendras, yema de huevo, azúcar y una base de hojaldre. A veces se complementa con manteca de cerdo y canela.
El origen de este dulce, proviene de una antigua receta guardada en secreto, que encontraron y registraron a mediados del siglo XX en la pastelería Casa Fuentes de Olivenza (Badajoz), España. 